# Komiföld
Komiföld, vagy hivatalosan Komi Köztársaság (oroszul Республика Коми [Reszpublika Komi], komiul Коми Республика [Komi Reszpublika]) az Oroszországi Föderáció egyik tagköztársasága. Területe 416 774 km², lakóinak száma 961 600 fő, fővárosa Sziktivkar.

## Földrajz

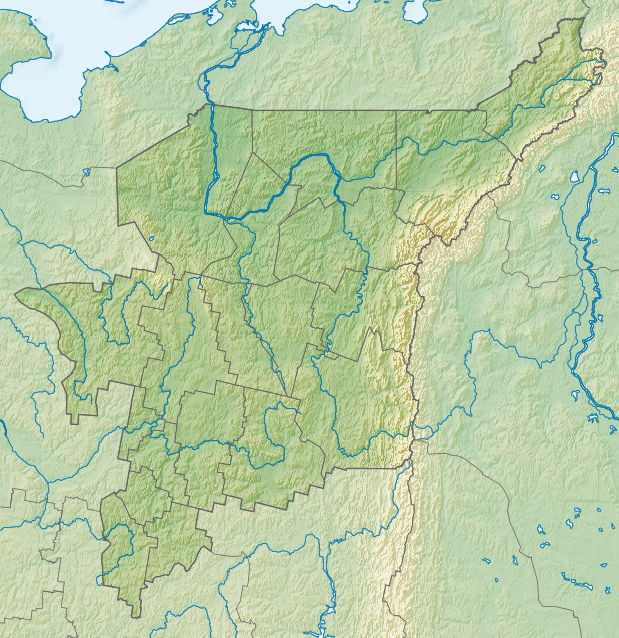
Komiföld domborzati térképe

Komiföld Európa északkeleti határán, az Urál nyugati lábainál, több mint 1200 km hosszan terül el délnyugat-északkelet irányban.
Az éghajlat szélsőségesen kontinentális és sarkvidéki. A tél igen hideg (-17 és – 20 °C januári középhőmérséklettel), a nyár viszonylag meleg (11-15 °C júliusban), de északon igen rövid.
A köztársaság felszínének 70%-át erdő borítja, a sarkkörön túlnyúló északi tájakon az erdőt tundra váltja fel. Legnagyobb része sík vidék, de keleten 1000 km-en át határos az Urál-hegységgel, melynek itteni legmagasabb csúcsa 1895 méter.
A terület folyókban gazdag, 12-13%-a mocsaras. Legjelentősebb folyója a keleten és északon kanyargó Pecsora, a sűrűbben lakott délnyugati részeken pedig a Vicsegda és a Sziszola. A kettő találkozásánál fekszik a főváros, Sziktivkar.
Az Észak-Uráli Nemzeti Park kiterjedt, ipari tevékenységtől még érintetlen erdőségeit felvették az UNESCO világörökségi listájára.
Komiföld legfontosabb ásványi kincsei a szén, a kőolaj, a vas- és mangánérc, színesfémek és a só.

## Története
1921. augusztus 22-én a szovjet kormány önkormányzatot adott az északi komiknak: létrejött a Komi autonóm terület. Területe majdnem ötszöröse volt Magyarországénak (478 662 km²), de lakossága csupán 211 000 fő: ebből 92% komi, 6% orosz és 2% nyenyec. A Komi autonóm területen a komi nyelv lett a hivatalos nyelv. Az 1930-as évektől kezdték leépíteni az anyanyelvi oktatást, a leépítés 1970-ig tartott.[forrás?]
A komi értelmiség csak a teljes függetlenség felé tett első lépésnek tekintette az autonómiát. A szovjet vezetés azonban nem nézte jó szemmel az ilyen törekvéseket, és a sztálinista hatalom megerősödésével megnyirbálták az autonómiát. Ennek első lépése volt, hogy 1930-ban a nyenyecek és komik által vegyesen lakott északi tengerparti sávon létrehozták a Nyenyec nemzetiségi körzetet. 1936-ban a komi autonómiát magasabb szintre emelték, az autonóm terület átszervezésével létrehozva a Komi Autonóm Szovjet Szocialista Köztársaságot (Komi ASZSZK). Ugyanakkor északnyugaton a Komi ASZSZK-hoz csatoltak egy főleg oroszok által lakott területet, amivel csökkentették a komik számarányát. A határt még kisebb mértékben többször is módosították, a mai határok 1961-ben alakultak ki.
A Komi AT, majd ASZSZK területén kiterjedt munkatáborrendszer működött a GULAG irányítása alatt, elsősorban Vorkuta környéken. Sok rab halt meg a szénkitermelés és a vasútépítés munkálataiban.
A Komi ASZSZK neve 1990-ben Komi Szocialista Köztársaságra, majd az Oroszországi Föderáció alkotmányának elfogadásával 1992-ben Komi Köztársaságra változott. 1995-ben fogadták el ennek alkotmányát.

## Népesség
Lakóinak száma a 2002-es népszámlálás szerint 1 018 675 fő, ebből orosz 607 021 (59,6%), komi 256 464 (25,2%). A köztársaságban kb. 300 magyar is él, akik főleg a GULAG túlélői vagy azok leszármazottai.
Teljes népesség: 1 018 674 (2002)
- Városi: 766 587 (75,3%)
- Vidéki: 252 087 (24,7%)
- Férfiak: 488 316 (47,9%)
- Nők: 530 358 (52,1%)

### Települések

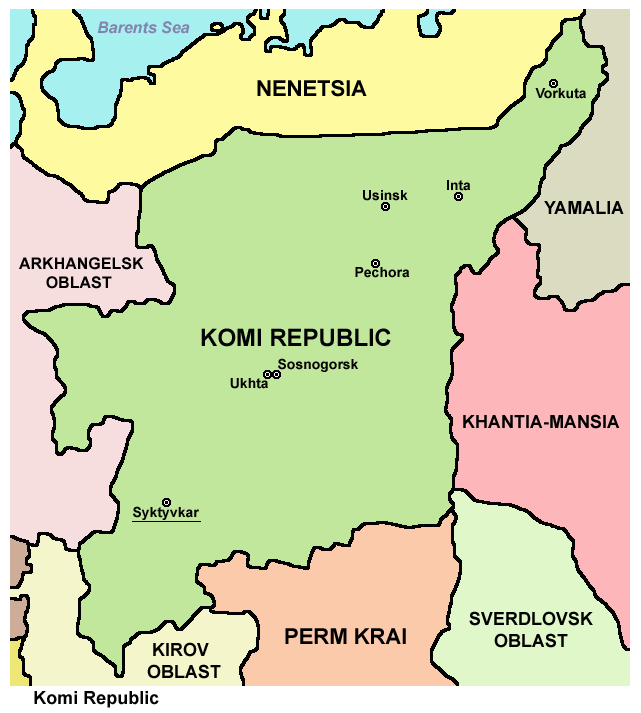
Komiföld térképe a nagyobb településekkel

Komiföldön (a 2010. évi népszámláláskor) 10 város, 29 városi jellegű település és 720 falusi település található, a városi jellegű települések közül azonban 3, a falusi települések közül pedig 36 lakatlan. A városi jellegű települések száma 1987-ben még 45 volt, a Szovjetunió megszűnése óta azonban sokuk elvesztette e címét és faluvá alakult, Oroszország más területeihez hasonlóan.
A 2010. évi népszámlálás adatai szerint Komiföldön 77% a városi (városokban vagy városi jellegű településeken élő) népesség aránya. A legnagyobb falu népessége meghaladja a tízezer főt, és összesen 8-é éri el a háromezret, melyek együttesen a köztársaság lakosainak 5%-a számára nyújtanak otthont. A településhálózat döntő részét azonban a legfeljebb néhány száz lakosú aprófalvak alkotják.
Komiföld városai a következők (2010. évi népességükkel):
- Sziktivkar, Сыктывкар (235 006)
- Uhta, Ухта (99 591)
- Vorkuta, Воркута (70 548)
- Pecsora, Печора (43 105)
- Uszinszk, Усинск (40 827)
- Inta, Инта (32 080)
- Szosznogorszk, Сосногорск (27 757)
- Jemva, Емва (14 570)
- Vuktil, Вуктыл (12 356)
- Mikuny, Микунь (10 730)

A köztársaság legfontosabb városai Sziktivkar és a sarkkörön túli Vorkuta, bár ez utóbbinak a népessége gyorsan fogy a Szovjetunió szétesése óta. A többi jelentősebb település nagy része ugyancsak az e két város közötti 900 km-es vasútvonal mentén fekszik.

## Közigazgatás és önkormányzatok
Komiföld (a 2010. évi népszámláláskor) közigazgatási szempontból 12 járásra oszlik, a 10 város közül pedig Jemva és Mikuny kivételével valamennyi köztársasági alárendeltségű, melyek így nem tartoznak egyik járáshoz sem. A köztársasági alárendeltségű városok mindegyikéhez be vannak osztva városi jellegű és falusi települések is, gyakran több tízezer négyzetkilométernyi területtel, ezek szintén nem részei egyik járásnak sem.
Az önkormányzatok területi beosztása nagyjából megegyezik a közigazgatási felosztással. A 12 járás mindegyikében járási önkormányzat működik, míg a köztársasági alárendeltségű városok közül 5 (Sziktivkar, Inta, Uhta, Uszinszk és Vorkuta) a hozzájuk beosztott településekkel együtt a járásoktól független városi körzetet alkot, melyeknek egyszintű önkormányzata van, egyszerre gyakorolják a járási és a községi önkormányzati hatásköröket. A másik három köztársasági alárendeltségű városban (Vuktil, Pecsora és Szosznogorszk) viszont járási önkormányzat működik, ami azt jelenti, hogy e városoknak és a hozzájuk beosztott településeknek saját (városi vagy falusi) községi önkormányzata van. A járási önkormányzatokhoz összesen 16 városi község – ezek székhelye egy város vagy városi jellegű település – és 174 falusi község tartozik.
Közigazgatási szempontból tehát Komiföld 12 járásra és 8 városra tagozódik, míg önkormányzati rendszerét 15 járási önkormányzat és 5 városi körzet, a járási önkormányzatoknak alárendelve pedig 16 városi és 174 falusi község alkotja.

#### A közigazgatási járások és székhelyeik
- Izsmai járás, Ижемский район – Izsma
- Knyazspogoszti járás, Княжпогостский район – Jemva
- Kojgorodoki járás, Койгородский район – Kojgorodok
- Kortkeroszi járás, Корткеросский район – Kortkerosz
- Luzamelléki járás, Прилузский район – Objacsevo
- Sziktivgyini járás, Сыктывдинский район – Vilgort
- Sziszolai járás, Сысольский район – Vizinga
- Troicko-pecsorszki járás, Троицко-Печорский район – Troicko-Pecsorszk
- Udor járás, Удорский район – Koszlan
- Uszty-cilmai járás, Усть-Цилемский район – Uszty-Cilma
- Uszty-kulomi járás, Усть-Куломский район – Uszty-Kulom
- Uszty-vimi járás, Усть-Вымский район – Ajkino

A köztársasági alárendeltségű városok és hozzájuk beosztott települések területén működő további önkormányzati járások és székhelyeik:
- Pecsora önkormányzati járás, Муниципальный район Печора – Pecsora
- Szosznogorszk önkormányzati járás, Муниципальный район Сосногорск – Szosznogorszk
- Vuktil önkormányzati járás, Муниципальный район Вуктыл – Vuktil

### Politikai vezetés
- A Komi Köztársaság elnöke 2001. decembertől 2010. januárig Vlagyimir Alekszandrovics Torlopov volt.
- A tisztséget 2010. januártól (később már nem elnökként, hanem mint a köztársaság vezetője: glava) 2015. szeptember 30-áig Vjacseszlav Mihajlovics Gajzer töltötte be. Utoljára 2014 szeptemberében választották újjá, öt évre. Egy évvel később, 2015. szeptember 19-én bűnözői csoport szervezésének és vezetésének gyanújával váratlanul őrizetbe vették. (Komiföld 18 vezető személyiségét és üzletemberét, köztük Gajzer egyik helyettesét is őrizetbe vettek.)[2][3][4]
- Szergej Anatoljevics Gaplikov:
  - 2015. szeptember 30-án Vlagyimir Putyin elnök Vjacseszlav Gajzert megfosztotta hivatalától és a vezetői feladatok ideiglenes ellátásával Szergej Anatoljevics Gaplikovot bízta meg, aki előzőleg a Szocsi olimpiai építkezéseket felügyelő állami korporáció vezetője volt.[5][6]
  - A köztársaság megválasztott vezetője 2016. szeptember 22-étől 2020. április 2-ig: Szergej Anatoljevics Gaplikov. (Megválasztva: 2016-09-18). Fél évvel hivatali idejének lejárta előtt nyugdíjazását kérte.
- Vlagyimir Viktorovics Ujba: 2020. április 2. – Putyin elnök rendeletével a vezető feladatait ideiglenesen ellátó megbízott. Kinevezése előtt a központi kormány egészségügy-miniszterének helyettese volt. Megbízatása a szeptemberben esedékes választásig szól.[7]

## Gazdaság
Az ipar hagyományos és legelterjedtebb ágazata a fakitermelés és a fafeldolgozás. A Komi Köztársaság Európa egyik legnagyobb cellulóz- és papírtermelője. Az energiaszektorban a szénbányászat mellett egyre jelentősebb az olaj- és földgázkitermelés, a kettő együtt a GDP több mint felét adja. Északon Uszinszkból olajvezeték indul ki (emlékezetes a területen történt 1993-as óriási méretű olajszennyezés), és a köztársaságon át halad a hatalmas urengoji gázmezőktől induló gázvezeték.
A mezőgazdaságban a növénytermesztés délen főként az árpa, a zab, a burgonya és a takarmánynövények termesztését jelenti. Északon a szarvasmarha tenyésztését a rénszarvastartás váltja fel. Ősi hagyomány és jelenleg is széles körben elterjedt a halászat és vadászat.

### Közlekedés
Az út- és vasúthálózat igen fejletlen.
A dél felől ide érkező egyetlen fő közlekedési út a fővárosnál többfelé elágazik, de az északi vidékeket egyik útvonal sem éri el.
Az Oroszország központi vidékeit Vorkutával és annak szénbányáival összekötő, a köztársaság területét átszelő fő vasútvonalból öt, legfeljebb 200 km hosszú mellékvonal ágazik ki. 1997-ben a vasútvonalak hossza valamivel meghaladta az 1700 km-t, közútjai pedig a 4600 km-t.
A köztársaság legfontosabb városai: Sziktivkar (1994-ben 227 ezer lakos) és a sarkkörön túli Vorkuta (109 ezer lakos). A további három jelentősebb város – Uhta, Pecsora és Inta – ugyancsak a Sziktivkar és Vorkuta közötti 900 km-es vasútvonal mentén fekszik.
Komiföldön található Európa legkeletibb vasúti megállója. A Vorkuta-Sejda-Labitnangi vasútvonalon (mely Komiföldet köti össze a Jamali Nyenyecfölddel) található Chorota megálló néven. A megálló körül nincsen lakott terület, elsősorban az Európa-Ázsia választóvonalat jelöli ki (a megálló koordinátái a Google Eart-ön: 67° 0'41.59"N és 65° 5'38.13"E, továbbá a Vorkutát Labitnangival összekötő 953-as számú vonat menetrendje:).

## Külső hivatkozások
- Hivatalos honlap Archiválva 2019. szeptember 30-i dátummal a Wayback Machine-ben (oroszul)